# マニラ大聖堂

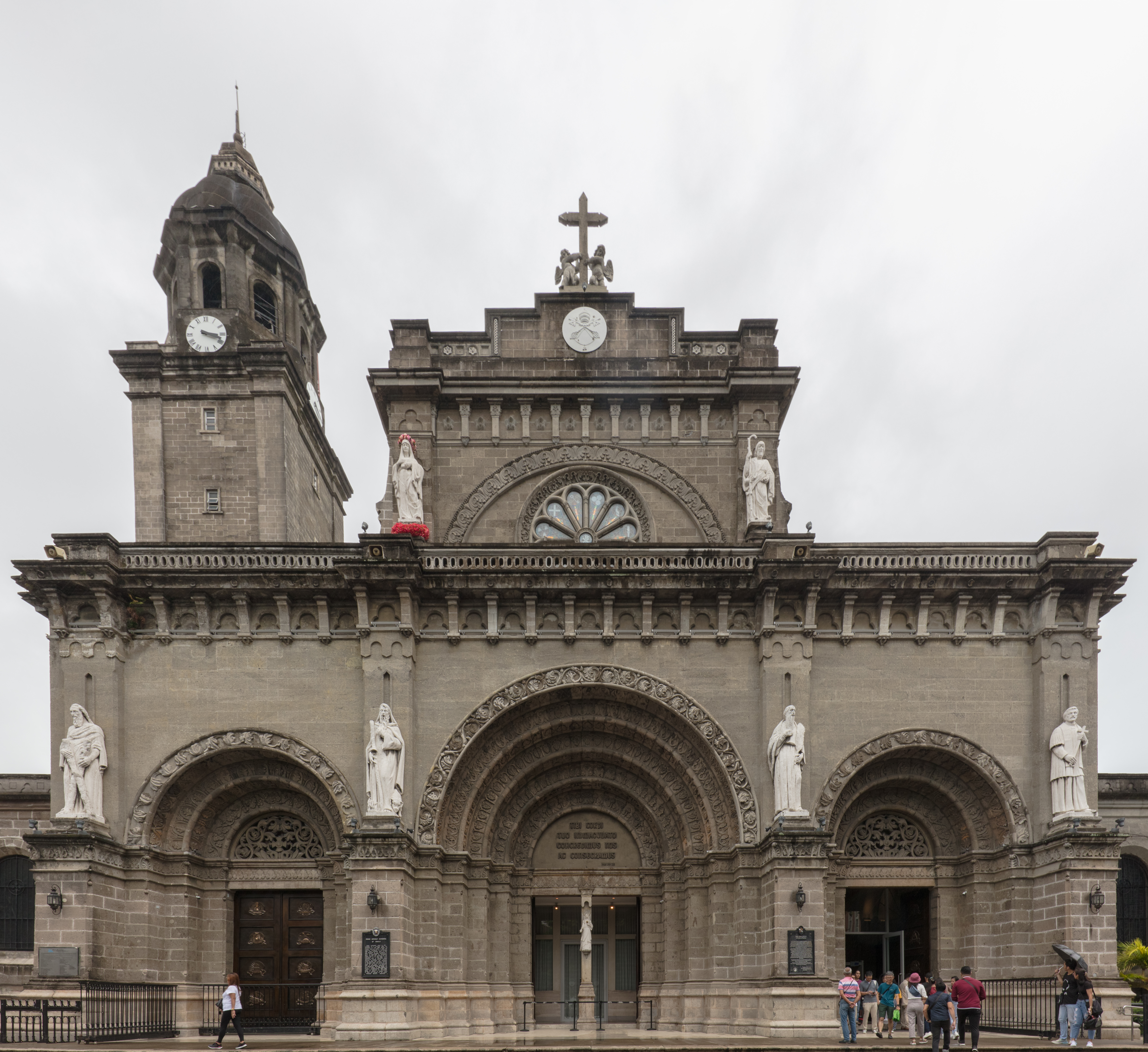
2023年8月のマニラ大聖堂のファサード

マニラ大聖堂（フィリピン語: Metropolitanong Katedral Basílika ng Maynilà, 英: Manila Metropolitan Cathedral-Basilica, 西: Catedral Basílica Metropolitana de Manila）は、フィリピン・マニラのイントラムロス内にあるカトリック教会の大聖堂。

## 沿革
スペイン統治時代の1571年に創設。
第二次世界大戦で破壊されたが、戦後にネオロマネスク様式で再建される。
再建時には日本で行われたアジア善隣国民運動の募金により、6万袋のセメントが寄贈、使用されている。
アジア最大級のパイプオルガンを擁する。